# Adriana Castillo
Adriana Castillo   (Montevideo, 5 de maig de 1990) és una futbolista uruguaiana que juga com a davantera al Club Nacional de Football i a la Selecció femenina de l'Uruguai.

## Carrera esportiva
Castillo ha jugat a Xile per a Colo-Colo.
Castillo va jugar per l'Uruguai en tres edicions de la Copa Amèrica Femenina (2010, 2014 i 2018).